# دو روز در نیویورک
دو روز در نیویورک (انگلیسی: 2 Days in New York) فیلمی در ژانر کمدی رمانتیک، رمانتیک، و کمدی-درام به کارگردانی ژولی دلپی است که در سال ۲۰۱۲ منتشر شد.
این فیلم در ادامهٔ دو روز در پاریس ساخته شده است.

## خلاصه داستان
فیلم در مورد یک زوج به نام‌های «ماریون» و «مینگوس» هست که هر کدامشان از رابطه قبلی یک فرزند به همراه دارند. آنها به خوبی و خوشی در نیو یورک زندگی می‌کنند، تا اینکه خانواده ماریون تصمیم می‌گیرند از فرانسه به دیدن آن‌ها بیایند…

## بازیگران
- دیلن بیکر
- کیت بارتون
- کریس راک
- دانیل برول
- ژولی دلپی
- وینسنت گالو